# Christian Atsu
Twasam Christian Atsu (Ada Foah, 1992. január 10. – Antakya, Törökország, 2023. február 6. körül; holtnak nyílvánítva: 2023. február 18.) válogatott ghánai labdarúgó, középpályás. Pályafutása során játszott a Porto, a Málaga, a Newcastle United és a Hatayspor csapatában is.

## Pályafutása

### Klubcsapatban
2009-ben, mindössze 17 évesen került a Porto akadémiájára. 2011. május 14-én André Villas-Boas a klub akkori menedzsere nevezte a CS Marítimo elleni bajnoki mérkőzésre, de végül pályára nem küldte. A 2011–12-es szezont kölcsönben a Rio Ave csapatánál töltötte Kelvinnel, akivel együtt játszott a Porto csapatában. 2011. augusztus 28-án debütált az SC Olhanense ellen 1-0-ra elvesztett bajnoki mérkőzésen.
2011. december 16-án az SL Benfica ellen 5-1-re elvesztett mérkőzésen csapata egyetlen gólját szerezte meg a 24. percben. A 2012–13-as szezont már ismét a Porto játékosaként kezdte meg. A szezont bajnoki címmel zárta csapatával és az SC Beira-Mar ellen megszerezte első gólját csapata színeiben.
2013. szeptember 1-jén beleegyezett, hogy csatlakozzon 5 évre az angol Chelsea FC csapatához, ahonnan rögtön kölcsönbe került a holland Vitesse csapatához.

### A válogatottban
2012. június 1-jén debütált a Ghánai labdarúgó-válogatottban a Lesothói labdarúgó-válogatott ellen 7-0-ra megnyert 2014-es labdarúgó-világbajnokság-selejtező mérkőzésen, amelyen gólt és gólpasszt jegyzett. Részt vett a 2014-es labdarúgó-világbajnokságon a válogatottal, amely színeiben mind a három csoportmérkőzésen kezdőként lépett pályára.

## Eltűnése és halála
2023. február 6-án a törökországi földrengések idején eltűnt, valószínűnek tartották, hogy a Hatayspor összeomlott edzőközpontjában tartózkodott a földrengés idején. Az eltűnését követő napokban ellentmondó hírek jelentek meg a játékos megtalálásáról, egyes hírek szerint kisebb sérüléseket szenvedett és a földrengés másnapján életben találták, míg más jelentések és egy hivatalos közlemény szerint még mindig a törmelék alatt volt.
Február 14-én még nem volt biztos válasz arra, hogy megtalálták-e, ügynöke nem tudott vele kapcsolatba lépni a földrengések óta. Beazonosították két cipőjét, de a játékosra ekkor még nem találtak rá. Holttestét 2023. február 18-án találták meg abban az épületben, ahol a földrengés idején tartózkodott.

## Statisztika

### Klubcsapatban
2023. február 5. szerint.
| Csapat                        | Szezon             | Bajnokság          | Bajnokság | Bajnokság | Kupa | Kupa  | Ligakupa | Ligakupa | Nemzetközi | Nemzetközi | Összesen | Összesen |
| Csapat                        | Szezon             | Osztály            | P.        | Gólok     | P.   | Gólok | P.       | Gólok    | P.         | Gólok      | P.       | Gólok    |
| ----------------------------- | ------------------ | ------------------ | --------- | --------- | ---- | ----- | -------- | -------- | ---------- | ---------- | -------- | -------- |
| Rio Ave                       | 2011–2012          | Primeira Liga      | 27        | 6         | 1    | 0     | 2        | 0        | —          | —          | 30       | 6        |
| Porto                         | 2012–2013          | Primeira Liga      | 17        | 1         | 3    | 0     | 1        | 0        | 8          | 0          | 29       | 1        |
| Vitesse (kölcsönben)          | 2013–2014          | Eredivisie         | 28        | 5         | 2    | 0     | —        | —        | 0          | 0          | 30       | 5        |
| Everton (kölcsönben)          | 2014–2015          | Premier League     | 5         | 0         | 0    | 0     | 1        | 0        | 7          | 0          | 13       | 0        |
| Bournemouth (kölcsönben)      | 2015–2016          | Premier League     | 0         | 0         | 0    | 0     | 2        | 0        | —          | —          | 2        | 0        |
| Málaga (kölcsönben)           | 2015–2016          | La Liga            | 12        | 2         | 0    | 0     | —        | —        | —          | —          | 12       | 2        |
| Newcastle United (kölcsönben) | 2016–2017          | Championship       | 32        | 5         | 0    | 0     | 3        | 0        | —          | —          | 35       | 5        |
| Newcastle United              | 2017–2018          | Premier League     | 28        | 2         | 1    | 0     | 0        | 0        | —          | —          | 29       | 2        |
| Newcastle United              | 2018–2019          | Premier League     | 28        | 1         | 3    | 0     | 1        | 0        | —          | —          | 32       | 1        |
| Newcastle United              | 2019–2020          | Premier League     | 19        | 0         | 4    | 0     | 1        | 0        | —          | —          | 24       | 0        |
| Newcastle United              | 2020–2021          | Premier League     | 0         | 0         | 0    | 0     | 1        | 0        | —          | —          | 1        | 0        |
| Newcastle United              | Newcastle összesen | Newcastle összesen | 107       | 8         | 8    | 0     | 6        | 0        | —          | —          | 121      | 8        |
| ál-Ráíd                       | 2021–2022          | Pro League         | 8         | 0         | 0    | 0     | —        | —        | —          | —          | 8        | 0        |
| Hatayspor                     | 2022–2023          | Süper Lig          | 3         | 1         | 1    | 0     | —        | —        | —          | —          | 4        | 1        |
| Karrier összesen              | Karrier összesen   | Karrier összesen   | 207       | 23        | 15   | 0     | 12       | 0        | 15         | 0          | 249      | 23       |

1. ↑  Pályára lépések az UEFA-bajnokok ligájában
2. ↑  Pályára lépések az Európa-ligában

### Válogatottban
2021. május 29. szerint.
| Válogatott | Év       | Pályára lépések | Gólok |
| ---------- | -------- | --------------- | ----- |
| Ghána      | 2012     | 7               | 2     |
| Ghána      | 2013     | 13              | 2     |
| Ghána      | 2014     | 11              | 1     |
| Ghána      | 2015     | 12              | 3     |
| Ghána      | 2016     | 6               | 1     |
| Ghána      | 2017     | 8               | 0     |
| Ghána      | 2018     | 2               | 0     |
| Ghána      | 2019     | 6               | 0     |
| Összesen   | Összesen | 65              | 9     |

#### Góljai a válogatottban
| # | Dátum                | Helyszín                                           | Ellenfél  | Gól | Eredmény | Kiírás                                     |
| - | -------------------- | -------------------------------------------------- | --------- | --- | -------- | ------------------------------------------ |
| 1 | 2012. június 1.      | Baba Yara Stadion, Kumasi, Ghána                   | Lesotho   | 5–0 | 7–0      | 2014-es labdarúgó-világbajnokság-selejtező |
| 2 | 2012. szeptember 8.  | Accra Sports Stadion, Accra, Ghána                 | Malawi    | 1–0 | 2–0      | 2013-as afrikai nemzetek kupája-selejtező  |
| 3 | 2013. január 28.     | Nelson Mandela Bay Stadion, Gqeberha, Dél-Afrika   | Niger     | 2–0 | 3–0      | 2013-as afrikai nemzetek kupája            |
| 4 | 2013. október 15.    | Baba Yara Stadion, Kumasi, Ghána                   | Egyiptom  | 6–1 | 6–1      | 2014-es labdarúgó-világbajnokság-selejtező |
| 5 | 2014. szeptember 10. | Kégué Stadion, Lomé, Togo                          | Egyiptom  | 3–2 | 3–2      | 2015-ös afrikai nemzetek kupája-selejtező  |
| 6 | 2015. február 1.     | Nuevo Estadio de Malabo, Malabo, Egyenlítői-Guinea | Guinea    | 1–0 | 3–0      | 2015-ös afrikai nemzetek kupája            |
| 7 | 2015. február 1.     | Nuevo Estadio de Malabo, Malabo, Egyenlítői-Guinea | Guinea    | 3–0 | 3–0      | 2015-ös afrikai nemzetek kupája            |
| 8 | 2015. június 14.     | Accra Sports Stadion, Accra, Ghána                 | Mauritius | 1–0 | 7–1      | 2017-es afrikai nemzetek kupája-selejtező  |
| 9 | 2016. június 5.      | Anjalay Stadion, Belle Vue Maurel, Mauritius       | Mauritius | 2–0 | 2–0      | 2017-es afrikai nemzetek kupája-selejtező  |

## Sikerei, díjai
Porto
- Portugál bajnok: 2012-2013
- Supertaça Cândido de Oliveira: 2012

Newcastle United
- Angol másodosztályú bajnok: 2016–2017

Egyéni
- Vitesse – Az év játékosa: 2013–2014[20]
- Afrikai nemzetek kupája – A torna játékosa: 2015
- Afrikai nemzetek kupája – A torna csapata: 2015, 2017
- Afrikai nemzetek kupája – A torna gólja: 2015